# Somogyi József (labdarúgó, 1968)
Somogyi József (Győr, 1968. május 23. –) válogatott labdarúgó, középpályás. Apja Somogyi József szintén válogatott labdarúgó, edző.

## Pályafutása

### A válogatottban
1991 és 1999 között 6 alkalommal szerepelt a válogatottban. Négyszeres ifjúsági válogatott (1986, 1 gól), négyszeres egyéb válogatott (1988), tízszeres utánpótlás válogatott (1988–89).

## Sikerei, díjai
- Magyar bajnokság
  - 3.: 1985–86

## Statisztika

### Mérkőzései a válogatottban
| Magyarország | Magyarország       | Magyarország                | Magyarország | Magyarország | Magyarország        | Magyarország | Magyarország | Magyarország |
| #            | Dátum              | Helyszín                    | Hazai        | Eredmény     | Vendég              | Kiírás       | Gólok        | Esemény      |
| ------------ | ------------------ | --------------------------- | ------------ | ------------ | ------------------- | ------------ | ------------ | ------------ |
| 1.           | 1991. február 19.  | Rosario, Central Stadion    | Argentína    | 2 – 0        | Magyarország        | barátságos   | -            | 67'          |
| 2.           | 1998. november 18. | Budapest, Üllői úti Stadion | Magyarország | 2 – 0        | Svájc               | barátságos   | -            |              |
| 3.           | 1999. március 10.  | Budapest, Üllői úti Stadion | Magyarország | 1 – 1        | Bosznia-Hercegovina | barátságos   | -            |              |
| 4.           | 1999. március 27.  | Budapest, Üllői úti Stadion | Magyarország | 5 – 0        | Liechtenstein       | Eb-selejtező | -            | 77'          |
| 5.           | 1999. április 28.  | Budapest, Népstadion        | Magyarország | 1 – 1        | Anglia              | barátságos   | -            | 46'          |
| 6.           | 1999. június 9.    | Győr, Rába ETO Stadion      | Magyarország | 0 – 1        | Szlovákia           | Eb-selejtező | -            | 77'          |
|              | Összesen           |                             |              | 6            | mérkőzés            |              | 0            | gól          |